# Веселівський район
Веселі́вський райо́н — колишня адміністративно-територіальна одиниця на заході Запорізької області. Населення становить 21 тис осіб (2017 р.). Площа району 1128 км². Район утворено 7 березня 1923 року згідно з постановою Всеукраїнського Центрального Виконавчого комітету. Адміністративним центром району стало село Веселе, з 1957 року селище міського типу.

## Географія
Загальна площа району — 1128 км (4 % території області), він знаходиться у південно-західній частині Запорізької області. На заході район межує з Херсонською областю, на півдні — з Якимівським, на південному заході — з Мелітопольським, на півночі — з Великобілозерським, на північному сході — з Михайлівським районами.
Відстань від смт Веселе до обласного центра м. Запоріжжя — 124 км.

### Клімат
Клімат посушливий, кількість опадів — не більше 400 мм, відрізняється в різні роки. Кожен третій рік — посушливий. Часто посуха повторюється 2, а то й 3 роки поспіль. Влітку сильна спека і часто дмуть вітри, переважно східні та північно-східні. Середня температура найтеплішого місяця — 25 градусів, найхолоднішого — −4 градуси. Зима малосніжна. Весна приходить швидко, але бувають приморозки, навіть в квітні та травні і часто дмуть вітри, які швидко висушують землю. Територія району належить до зони ризикованого землеробства.

### Гідрографія
В межах району налічується близько 20 штучних водойм.
На території району знаходяться витоки річки Великий Утлюк.
Також через територію району проходить мережа каналів Північно-Рогачинської зрошувальної системи (у тому числі Канал Р-3), завдяки цьому частина земель в районі зрошується (близько 35 %). 65 % становить орна суха низьковрожайна земля.

### Ландшафти
За фізико-географічним районуванням Запорізької області, район лежить у межах Менчикурсько-Тимошівського, Великоагаймансько-Ситкульського і Верхньоутлюцького фізико-географічних районів Дніпровсько-Молочанської низовинної області Причорноморського степового краю Середньостепової підзони Степової зони.

## Історія
Веселівський район створений 7 березня 1923 року у Мелітопольській окрузі Катеринославської губернії. З 1925 зі скасуванням губерній належить тільки окрузі. З 1930 року у складі Дніпропетровської області. 10 січня 1939 року район переданий до складу Запорізької області. У 1941-43 роках територія району входила до Якимівського повіту Таврійського округу.

## Адміністративний устрій
Адміністративно-територіально район поділяється на 1 селишну раду і 12 сільських рад, які об'єднують 30 населених пунктів та підпорядковані Веселівській районній раді. Адміністративний центр — смт Веселе.

## Населення
Розподіл населення за віком та статтю (2001):
| Стать | Всього | До 15 років | 15-24 | 25-44 | 45-64 | 65-85 | Понад 85 |
| --- | ------ | ----------- | ----- | ----- | ----- | ----- | -------- |
| Чоловіки | 11 954 | 2540        | 1699  | 3724  | 3001  | 961   | 29       |
| Жінки | 13 701 | 2520        | 1593  | 3768  | 3583  | 2036  | 201      |
| \| Статево-вікова піраміда \| Статево-вікова піраміда \| Статево-вікова піраміда \| \| ----------------------- \| ----------------------- \| ----------------------- \| \| Чоловіки \| Вік \| Жінки \| \| 29 \| 85 + \| 201 \| \| 57 \| 80-84 \| 252 \| \| 178 \| 75-79 \| 513 \| \| 339 \| 70-74 \| 697 \| \| 387 \| 65-69 \| 574 \| \| 827 \| 60-64 \| 1127 \| \| 447 \| 55-59 \| 561 \| \| 803 \| 50-54 \| 903 \| \| 924 \| 45-49 \| 992 \| \| 1045 \| 40-44 \| 1022 \| \| 923 \| 35-39 \| 982 \| \| 882 \| 30-34 \| 898 \| \| 874 \| 25-29 \| 866 \| \| 809 \| 20-24 \| 773 \| \| 890 \| 15-20 \| 820 \| \| 1119 \| 10-14 \| 1099 \| \| 789 \| 5-9 \| 813 \| \| 632 \| 0-4 \| 608 \| |        |             |       |       |       |       |          |
| Статево-вікова піраміда |        |             |       |       |       |       |          |
| Чоловіки | Вік    | Жінки       |       |       |       |       |          |
| 29 | 85 +   | 201         |       |       |       |       |          |
| 57 | 80-84  | 252         |       |       |       |       |          |
| 178 | 75-79  | 513         |       |       |       |       |          |
| 339 | 70-74  | 697         |       |       |       |       |          |
| 387 | 65-69  | 574         |       |       |       |       |          |
| 827 | 60-64  | 1127        |       |       |       |       |          |
| 447 | 55-59  | 561         |       |       |       |       |          |
| 803 | 50-54  | 903         |       |       |       |       |          |
| 924 | 45-49  | 992         |       |       |       |       |          |
| 1045 | 40-44  | 1022        |       |       |       |       |          |
| 923 | 35-39  | 982         |       |       |       |       |          |
| 882 | 30-34  | 898         |       |       |       |       |          |
| 874 | 25-29  | 866         |       |       |       |       |          |
| 809 | 20-24  | 773         |       |       |       |       |          |
| 890 | 15-20  | 820         |       |       |       |       |          |
| 1119 | 10-14  | 1099        |       |       |       |       |          |
| 789 | 5-9    | 813         |       |       |       |       |          |
| 632 | 0-4    | 608         |       |       |       |       |          |

Етнічний склад населення району на 2001 рік був представлений наступним чином:
- українці — 76,7 %;
- росіяни — 19,9 %;
- білоруси — 0,4 %;
- інші національності — 3 %[4].

## Економіка
Веселівський район — переважно сільськогосподарський район. В районі також діють підприємства харчової та машинобудівної промисловості.

### Промислові підприємства
- ВАТ «Веселівський Завод Сухого Знежиреного Молока»
- ЗАТ «Продмаш-Веселе»

### Сільськогосподарські підприємства
- ДП Дослідне Господарство «Соцземлеробство» Запорізької Державної Сільськогосподарської Дослідної Станції
- ТОВ «Деметра»
- Державне Дослідне Господарство «Ізвєстія» Інституту Олійних Культур
- СТОВ «Дружба»
- Сільськогосподарський Виробничий Кооператив «Калинівка»
- ТОВ Агрофірма «Зелений Гай»

## Соціальна сфера
У районі діють 22 середні школи та гімназія, в них навчаються понад 4400 учнів. Талановиті діти відвідують музичну школу, філію обласної станції юних туристів, будинок позашкільної роботи. Спеціальну освіту молодь набуває в профтехучилищі № 60. Працюють Веселівська районна бібліотека та 21 сільських бібліотек, районний та сім сільських будинків культури, 11 клубів, краєзнавчий музей. Сім веселівських художніх колективів мають почесне звання «народних» і користуються популярністю й поза областю, зокрема — вокальний гурт «Барвінок» із с. Широкого, фольклорний ансамбль «Україночка» та драматичний театр із Новоуспенівки, районний естрадний оркестр «Наші ритми».
У Веселівській дитячо-юнацькій спортивній школі виховуються майстри з вільної боротьби, неодноразові чемпіони України та Європи — Юрій Семакін, Інеса Ребар. Тут щороку проводяться престижні міжнародні турніри з цього виду спорту.

## Туристичний потенціал

### Території та об'єкти природно-заповідного фонду
До природно-заповідного фонду Веселівського району входить 10 об'єктів ПЗФ місцевого (обласного) значення, у тому числі 4 ландшафтних, 1 лісовий,  2 ботанічних і 3 ентомологічних заказники.
1. Лісовий заказник «Єлизаветівський ліс»
2. Ландшафтний заказник «Сосновий бір Куліша»
3. Ботанічний заказник «Ліс в поймі колишньої річки Великий Утлюк»
4. Ботанічний заказник «Лісонасадження Яковенко»
5. Ентомологічний заказник «Урочище Сударма»
6. Ентомологічний заказник «Цілина Черноморченка»
7. Ентомологічний заказник «Цілинна ділянка в степу»
8. Ландшафтний заказник «Ізвестінський ставок»
9. Ландшафтний заказник «Урочище Білорецький ставок»[6]
10. Ландшафтний заказник «Білорецький ліс»[7]

## Політика
25 травня 2014 року відбулися Президентські вибори України. У межах Веселівського району було створено 27 виборчих дільниць. Явка на виборах складала — 48,91 % (проголосували 9 405 із 18 491 виборців). Найбільшу кількість голосів отримав Петро Порошенко — 29,77 % (2 693 виборців); Сергій Тігіпко — 18,16 % (1 643 виборців), Юлія Тимошенко — 9,95 % (900 виборців), Михайло Добкін — 8,52 % (771 виборців), Петро Симоненко — 8,31 % (752 виборців). Решта кандидатів набрали меншу кількість голосів. Кількість недійсних або зіпсованих бюлетенів — 3,33 %.